# Помлазка

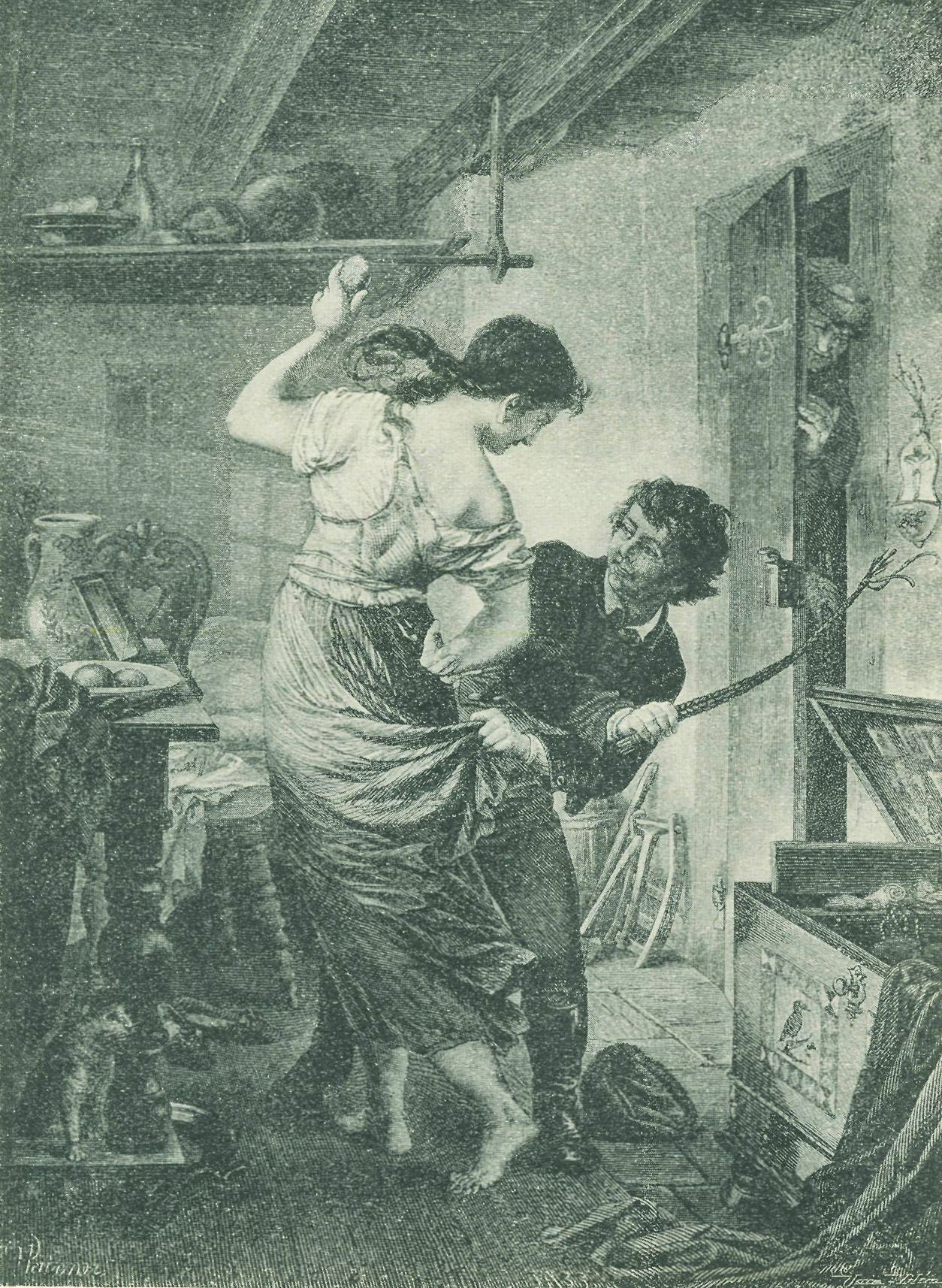
Обряд помлазки в Чехии. 1910

Помлазка (пасхальная плётка, пасхальное стегание, чеш. pomlázka, mrskačka, šmerkust, tatar, šlehačka, švihačka, hodovačka, houdovačka, sekačka, dynovačka, pamihod, pamihoda словац. šibačka, šlahačka, пол. wielkanocne smaganie) — народный обряд в Чехии, Словакии и Польше в Пасхальный  (Поливальный) понедельник, во время которого парни символически бьют девушек по ягодицам вербными или иными свежесрезанными веточками, чаще всего сплетёнными в специальную плётку.

## Обряд
Рано поутру в Поливальный понедельник парни выходят на улицу с помлазкой. Ищут девчат, которые  прячутся или делают вид, что хотят спрятаться. Парни стегают  девчат плёткой из  молодых прутьев ивы (берёзы, можжевельника), украшенной на конце лентами. Девушки откупаются крашенками или писанками (в наши дни и шоколадными яйцами) и другими угощениями.
Слово «помлазка», вероятно, произошло от слова помолодить, и битьё девушек якобы передаёт им свежесть, гибкость и здоровье молодых веток ивы.
Помлазкой также называют подарок из крашеных пасхальных яиц.
В Чехии и Словакии обычай битья помлазкой происходит во время пасхального колядования. Плётку делают из 6-12 свитых веточек ивы, с которыми мальчики идут колядовать и похлестать девушек со всей округи. Битьё по ягодицам сопровождалось пением специальных песен. Девушка же во время обряда имела право облить парня из ведра.
У восточных славян битьё вербными веточками совершается чаще ночью после Лазаревой субботы или рано утром в Вербное воскресенье.